# Pseudocotunnita
La pseudocotunnita és un mineral de la classe dels halurs. Rep el seu nom per la semblança dels cristalls als de la cotunnita.

## Característiques
La pseudocotunnita és un halur de fórmula química K₂PbCl₄. Cristal·litza en el sistema ortoròmbic.
Segons la classificació de Nickel-Strunz, la pseudocotunnita pertany a «03.DC - Oxihalurs, hidroxihalurs i halurs amb doble enllaç, amb Pb (As,Sb,Bi), sense Cu» juntament amb els següents minerals: laurionita, paralaurionita, fiedlerita, penfieldita, laurelita, bismoclita, daubreeïta, matlockita, rorisita, zavaritskita, zhangpeishanita, nadorita, perita, aravaipaïta, calcioaravaipaïta, thorikosita, mereheadita, blixita, pinalita, symesita, ecdemita, heliofil·lita, mendipita, damaraïta, onoratoïta, cotunnita i barstowita.

## Formació i jaciments
Va ser descoberta al mont Vesuvi, a la província de Nàpols, a Campània (Itàlia). També ha estat descrita en altres dos indrets: el cràter La Fossa, a l'illa Vulcano, a la província italiana de Messina, a Sicília; i a les mines del districte de Làurion, a Grècia.